# Walsham le Willows
Walsham le Willows – wieś w Anglii, w hrabstwie Suffolk, w dystrykcie Mid Suffolk. Leży 31 km na północny zachód od miasta Ipswich i 115 km na północny wschód od Londynu.